# Орош
Орош (на албански: Orosh) е село в Северна Албания, в община Мирдита на област Лежа.
Разположено е в планински район, на 50 km югоизточно от Шкодра. Населението му е около 100 жители.
През средновековието е център на християнска епархия, която в началото на 11 век преминава от Драчката митрополия към Охридската архиепископия. По-късно районът попада под католическо влияние. В началото на 14 век в Орош е построен бенедиктински манастир, който става един от главните католически центрове в Албания.
През 20 век в мина близо до селището се намира известен комунистически концентрационен лагер.